# 애스트럴 체인
《애스트럴 체인》(Astral Chain, アストラルチェイン)은 플래티넘게임즈가 개발하고 닌텐도가 닌텐도 스위치용으로 배급한 액션 어드벤처 핵 앤드 슬래시 비디오 게임이다. 니어: 오토마타의 전 게임 디자이너였던 다우라 다카히사가 감독했으며, 데빌 메이 크라이와 베요네타 시리즈의 제작자 가미야 히데키의 지도을 받았고 캐릭터 디자인은 일본의 만화가 카츠라 마사카즈가 맡았다. 2019년 8월 30일 출시되었다. 2019년 12월을 기준으로 이 게임의 전 세계 판매량은 100만 본 이상이며 이는 시스템에서 가장 많이 판매된 게임 중 하나로 기록되었다.

## 게임플레이
애스트럴 체인은 액션 어드벤처 게임의 하나로, 플레이어는 특수 경찰 기동부대 뉴런(Neuron) 출신의 형사 역할을 맡게 되며 게임의 주요 세계인 아크(The Ark)에서 발생하는 사건 사고들을 탐구하고 해결해나가는 임무를 받는다.

## 평가
메타크리틱에서 애스트럴 체인은 100점 만점 중 누계 87점을 받으며 대체적으로 호의적인 평가를 받았다.